# 华家湖水库
华家湖水库是中国安徽省淮北市濉溪县境内的一座水库，位于洪泽湖水系闸河上，建于1958年。水库正常库容为900万立方米，集雨面积为32平方千米，海拔为32米。